# クレーミング競走
クレーミング競走 （Claiming race）とは競馬の競走の形態の一つで、出走馬が売りに出されている競走のことである。アメリカでは全ての競馬場で行われる競走の過半を占める。ヨーロッパでも行われているが少数であり、日本では全く行われていない。

## 概要
日本の中央競馬（JRA）に登録している競走馬が現役時代に他の馬主に売却されることはほとんどない。一方で欧米、特にアメリカ合衆国では現役競走馬の売買が頻繁に行われており、その仲介となるのがこのクレーミング競走である。

## アメリカ
アメリカでは全体のレースのうちクレーミング競走の割合がおおむね半数を超える。例えば2015年のある時期にケンタッキー州で行われたレースのうち、54%がクレーミング競走であった。ただし賞金額は全体の20%を占めるに過ぎなかった。
クレーミング競走の規則は州ごと・競馬場ごとに異なっているが、概ね次のように行われる。
クレーミング競走で馬を買いたいと思うものはまず当該競馬場での馬主資格（あるいはエージェントの資格）を持っている必要がある。競走にはそれぞれ売買価格（Claiming Price）が設定されており、その金額を事前に競馬場の事務局に振り込んでおかなければならない。
購入を希望する者は少なくとも10分ないし15分前までに競馬場にあるクレーミングボックスに必要事項を記入した用紙を投函する。レースのゲートが開いた瞬間に所有権が元の持ち主から買主へと移る。ただしその競走での賞金は元の持ち主が受け取る。
レース中に故障が発生した場合は州によって対応が違い、取引が無効になる場合もあれば、買主の責任になることもある。
同じ馬に複数の投票があった場合はくじ引きで決める（これを"Shake"という）。
クレーミング競走に出た馬はその後、1ヶ月ほどの間はその価格以下のクレーミング競走に出ることを禁じられる。(これを”Claiming Jail”という)。これについては州ごとに取り扱いが大きく異なり、ケンタッキー州・ワシントン州ではレース後の30日・カリフォルニア州では25日、アリゾナ州ではレースに勝った馬だけ30日、デラウェア州では廃止されている。
未勝利馬だけが出られるメイデンクレーミング競走もあり、売買対象の馬とそうでない馬が混在して走るオプショナルクレーミングもある。
クレーミング競走での取引価格は下は1000ドルから上は15万ドルまで。
基本的にクレーミング競走に出ると言うこと自体が馬主・調教師から「これ以上走らせてもその売却額以上は稼げない」と見限られたということに他ならず、クレーミング競走は能力的に低い馬が走る競走とみなされている。しかしごく稀にその中から頂点にまで上り詰める馬も存在する。5万ドルで売却されたのちにG1を7勝して殿堂馬にまでなったラヴァマン・クレーミング競走からアメリカのアイドルホースになったシービスケットのような歴史的名馬になった馬も存在する。

## イギリス・アイルランド
イギリス・アイルランドではその形態が大きく異なる。
まず頻度が全く違い、週に1レース程度である。そして馬の購入価格はレース自体に一定の価格が定められており、ハンデキャップが軽くなるごとに一定の割有で価格が下がる仕組みである。

## その他の国
ホッカイドウ競馬トレーディングセールで類似のセリングレースが行われていたことがあったが、クレーミングはレース前（開始の瞬間）に売買が決まり、セリングはレースが終わった後の競売で売買が決まるというように似て非なるものである。